# Kanton Viverols
Viverols is een voormalig kanton van het Franse departement Puy-de-Dôme. Het kanton maakte deel uit van het arrondissement Ambert tot het op 22 maart 2015 werd opgeheven en de gemeenten werden opgenomen in het kanton Ambert.

## Gemeenten
Het kanton Viverols omvatte de volgende gemeenten:
- Baffie
- Églisolles
- Medeyrolles
- Saillant
- Saint-Just
- Sauvessanges
- Viverols (hoofdplaats)